# Malagasacris
Malagasacris – rodzaj prostoskrzydłych z rodziny szarańczowatych.

## Morfologia
Szarańczaki małe o egzoszkielecie pokrytym delikatnymi drobnymi zmarszczkami.

### Głowa
Czułki nitkowate, dłuższe niż głowa i przedplecze razem wzięte. Głowa powiększona, kulista w górnej części. Fastigium ciemienia szerokie, silnie nachylone ku przodowi, o ściętym wierzchołku. Czoło krótkie, prawie pochyłe, silnie pomarszczone z głębokimi dołkami (foveolae) nad czułkami. Fałda czołowa szeroka, niska, o płaskiej, pomarszczonej powierzchni, szersza pomiędzy i węższa ponad i poniżej czułków. Oczy i przyoczka duże, silnie wypukłe. Odległość między oczami około dwa razy szersza niż długość pierwszego segmentu czułków. 

### Tułów
Przedplecze cylindryczne z trzema lub czterema głębokimi szwami na grzbiecie. Metazona krótsza od prozony, a jej tylna krawędź prawie okrągła. Episternity duże, z łagodnymi przednimi kątami. Wrostek przedpiersia niski, zaokrąglony na wierzchołku. Przestrzeń śródpiersia szeroka o wywiniętych bokach. Skrzydła obu par nieco skrócone, prawie sięgające lub sięgające końca odwłoka. Żyłka strydulacyjna obszaru radialnego przednich skrzydeł zredukowana. Tylne skrzydła o zaokrąglonej, podwiniętej krawędzi zewnętrznej. Żyłka kubitalna tylnych skrzydeł połączona z medialną w tylnej, wierzchołkowej części. Tylne uda smukłe. Zewnętrzny kolec wierzchołkowy na goleniu tylnych nóg obecny. Tylne stopy wydłużone, sięgające połowy długości golenia. Arolium duże.

### Odwłok
Płytka nadanalna samca kanciasta. Przysadki odwłokowe proste, wąskie, stożkowate. Płytka subgenitalna krótka, prawie stożkowata. Ectophallus błoniasty. Osłona penisa zakrywa całe jego walwy wierzchołkowe. Walwy cingulum dobrze rozwinięte. Endophallus silnie zesklerotyzowany. Walwy bazalne penisa wąskie z bardzo dużym wyrostkiem gonoporowym. Wlawy wierzchołkowe penisa długie, wąskie. Epiphallus w kształcie mostu, z silnymi haczykami (anchorae) i krótkim, szerokim, płatkowatym lophi.

## Występowanie
Oba opisane gatunki są endemitami Madagaskaru.

## Taksonomia
Rodzaj został opisany w 1944 roku przez Jamesa A. G. Rehna jako takson monotypowy z gatunkiem typowym w postaci M. strateia. Okazem typowym został samiec, a allotypem samica. Drugi gatunek został opisany w 1962 przez V. M. Dirsha. 
Opisano dotąd 2 gatunki z tego rodzaju:
- Malagasacris rugosa Dirsh, 1962
- Malagasacris strateia Rehn, 1944